# Centro Especializado de Tecnificación Deportiva de Vela Bahía de Cádiz
El Centro Especializado de Tecnificación Deportiva de Vela Bahía de Cádiz es un Centro de Tecnificación Deportiva español ubicado en Puerto Sherry, El Puerto de Santa María (Andalucía).
Al amparo de la Resolución de 10 de enero de 2014 (BOE de 23 de enero), de la Dirección General de Deportes, por la que se clasifican las instalaciones y los programas deportivos para el desarrollo del deporte de alto nivel y de competición, se clasificó como CETD (Centro Especializado de Tecnificación Deportiva). Su gestión está cedida a la Federación Andaluza de Vela, pero pertenece a la Junta de Andalucía y depende de la Consejería de Turismo, Cultura y Deporte.
Fue promovido por el Secretario General de Deportes de la Junta de Andalucía Manuel Jiménez Barrios y se inauguró el 8 de enero de 2012 por el entonces consejero de Cultura y Deporte de la Junta de Andalucía, Luciano Alonso. Comenzó a edificarse en junio de 2008 en dos fases: la construcción del dique y la explanada, obra del ingeniero de Caminos, Canales y Puertos José Manuel Jiménez Cuenca, y la de los edificios que forman el conjunto y el patio de ceremonias, obra que iniciara el arquitecto Paco Manchón y concluyera su homólogo José Miguel Rodríguez Moreno.